# Rouvres-en-Multien
Rouvres-en-Multien település Franciaországban, Oise megyében. Lakosainak száma 472 fő (2022. január 1.). Rouvres-en-Multien Boullarre, Mareuil-sur-Ourcq, Neufchelles, Rosoy-en-Multien, Varinfroy és May-en-Multien községekkel határos.

## Népesség
A település népessége az elmúlt években az alábbi módon változott:
| Lakosok száma | 466  | 456  | 470  | 465  | 469  | 472  | 475  | 473  | 472  |
|               | 2013 | 2015 | 2016 | 2017 | 2018 | 2019 | 2020 | 2021 | 2022 |